# LV Весов
LV Весов (лат. LV Librae) — одиночная переменная звезда в созвездии Весов на расстоянии (вычисленном из значения параллакса) приблизительно 15205 световых лет (около 4662 парсеков) от Солнца. Видимая звёздная величина звезды — от +14,7m до +13,78m.

## Характеристики
LV Весов — пульсирующая переменная звезда типа RR Лиры (RRAB).